# Khu bảo tồn thiên nhiên Darwin
Khu bảo tồn thiên nhiên Darwin, Darvinsky Zapovednik (tiếng Nga: Дарвинский заповедник) là một khu bảo tồn thiên nhiên nghiêm ngặt nằm ở huyện Cherepovetsky thuộc tỉnh Vologda và huyện Breytovsky của tỉnh Yaroslavl, bên bờ hồ chứa nước Rybinsk của sông Volga. Khu bảo tồn được thành lập ngày 18 tháng 7 năm 1945 để nghiên cứu tác động của việc mực nước ngọt tăng đến môi trường. Khu bảo tồn được lấy theo tên của nhà tự nhiên học Charles Darwin.

## Lịch sử
Năm 1941, tất cả các công việc chuẩn bị để xây dựng hồ chứa Rybinsk đã hoàn thành và mực nước bắt đầu dâng cao. Hồ chứa đầy nước vào năm 1947. Kể từ khi xây dựng thêm các hồ chứa lớn đã được lên kế hoạch vào thời điểm đó, nghiên cứu về tác động của việc xây dựng hồ chứa đối với môi trường là cần thiết. Để thực hiện nghiên cứu này, khu bảo tồn thiên nhiên đã được thành lập vào ngày 18 tháng 7 năm 1945.
Năm 1952, giám đốc của khu bảo tồn là P. A. Petrov đã tố cáo các nhân viên tại khu bảo tồn thiên nhiên có liên quan đến Alexanderr Malinovskii, người đứng đầu cơ quan hành chính của các khu bảo tồn Zapovednik. Một cuộc điều tra ở Darvinsky được tiến hành và Malinovskii đã được minh oan.

## Vị trí
Khu bảo tồn thiên nhiên chiếm phần phía tây bắc của hồ chứa. Trong tổng diện tích 1.126,3 kilômét vuông (434,9 dặm vuông Anh) thì có 671,8 kilômét vuông (259,4 dặm vuông Anh) diện tích là đất, còn lại là mặt nước. Khoảng hai phần ba của khu bảo tồn nằm tại Vologda và phần còn lại nằm tại Yaroslavl. Phần chính của khu vực thuộc Vologda là một bán đảo nhô ra hồ chứa Rybinsk.
Phần lớn diện tích của khu bảo tồn được bao phủ bởi rừng taiga lá kim và đầm lầy. Vào mùa đông, các đầm lầy, sông và hồ chứa Rybinsk bị đóng băng trong vài tháng. Việc xây dựng hồ chứa khiến cảnh quan và khí hậu thay đổi đáng kể. Đặc biệt, những cơn gió chính đang thổi từ phía tây bắc, so với các cơn gió nam và tây nam chiếm ưu thế trước đây.